# Juan Villaquirán Páez

Juan Villaquirán Páez (Nirgua, Estado Yaracuy, Venezuela, 18 de marzo de 1914 - Valencia, Estado Carabobo, Venezuela, 28 de abril de 2012) fue un poeta Venezolano

## Biografía
Sus primeros seis años de edad los vive en la hacienda cafetalera de Las Carpas, propiedad de sus padres. Posteriormente su familia se muda a Macapo, pequeño pueblo del Estado Cojedes. Es su padre, Don Juan Villaquirán Chirinos también poeta, quien le proporciona sus primeras lecturas de poesía y le consigue textos de Andrés Bello, Pérez Bonalde y algún poeta español del siglo de oro.
Siendo muy joven su padre se muda a Macapo pequeña población del estado Cojedes en Venezuela, de joven gusta de la copla, la serenata, la poesia que practica su padre y el comercio.
Muy joven se casa con Elena Sandoval y luego ejerce de prospero comerciante recorriendo todo el país desde oriente a occidente y de norte a sur donde distribuia todo tipo de productos: radios, lapices, cuadernos, medicamentos, ...
Despues de un largo recorrido vital ya a mediados de su vida la poesia retorna con fuerza y publica su primer libro de poemas Por el Camino de los Sueños. 
Se muda a Mérida y la Facultad de Ciencias Forestales de la Universidad de los Andes le apoya publicando entre 1986 y 1989 sus primeros poemarios.
Posteriormente dejá Mérida y su vida transcurrirá entre Tinaquillo y Valencia, alli establece estrecha relación con la Asociación de Escritores del Estado Cojedes, el Instituto de Cultura del Estado Cojedes y sectores culturales de la Universidad de Carabobo.
En esa época publicará su primera antologia poetica Silencio Compartido.

## Obra

### Poesía
- Por el Camino de los Sueños (1985)
- Canción sin Nombre y sin Destino (1986)
- Luz entre Cristales Rotos (1987)
- Palabras y Ecos entre Piedras (1989)
- Extraño y sin Nombre (1992)
- Silencio Compartido (1995)
- El Otro Color del Sueño (1998)
- Poesía de Otoño (2002)
- Viajera Infinita (2005)
- Ecos del silencio (2006)